# Піджак

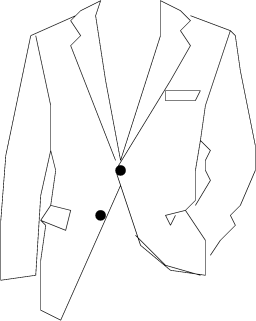
Чоловічий піджак

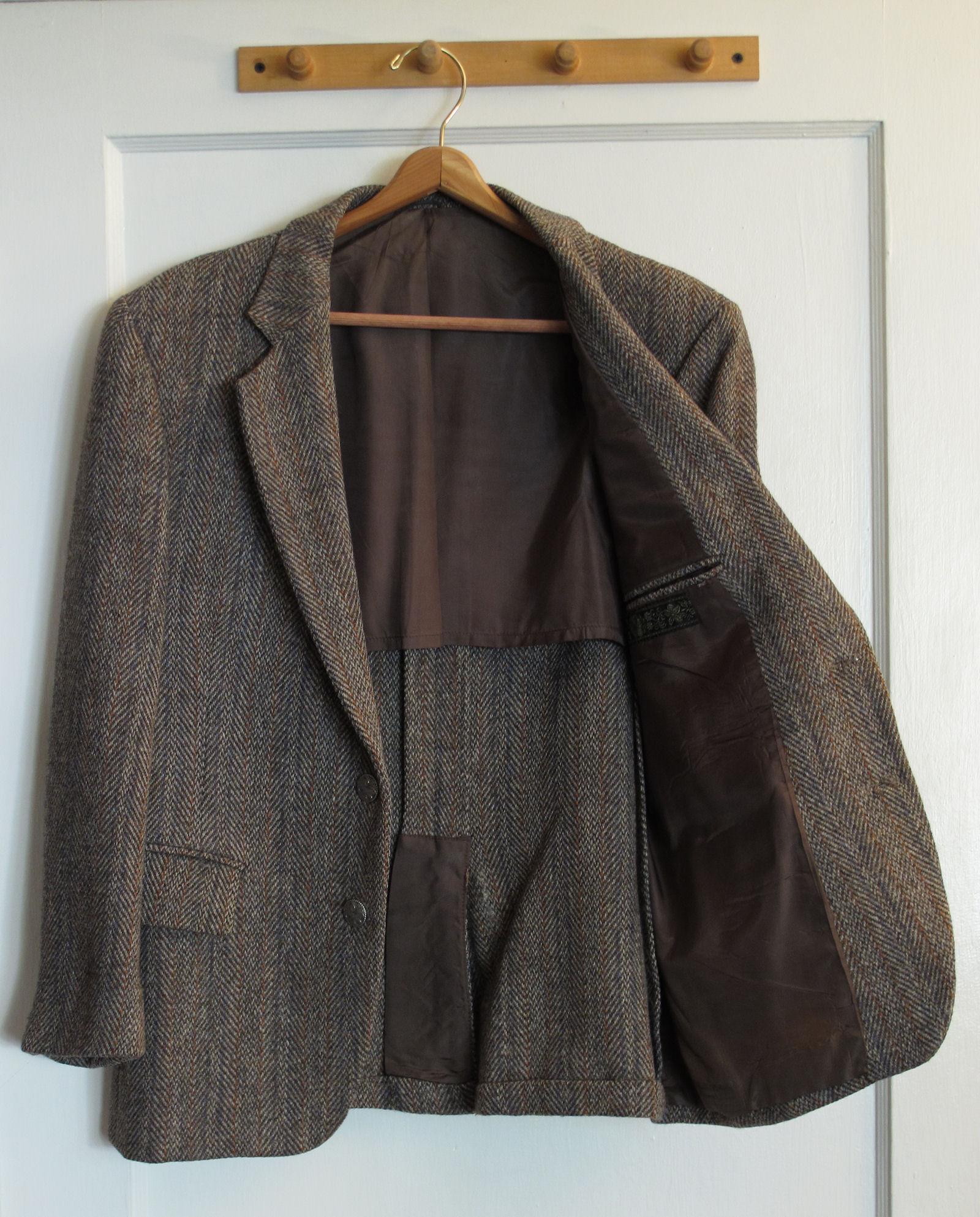
Чоловічий піджак

Піджа́к — верхня частина (частіше) чоловічого костюма або окрема деталь, елемент верхнього одягу у вигляді куртки з рукавами й полами на застібці, звичайно з виложистим коміром.

## Етимологія
Слово піджак запозичене з російської мови, де походить від скорочення англ. pea jacket («куртка», «піджак»). Англійська назва сходить до нід. pijjekker («куртка з грубої тканини»), утвореної від pij («груба вовна») і jekker («жакет»; від фр. jaquette).

## Різновиди піджаків
Бувають тільки чоловічі піджаки. Жіночий вид такого одягу називається — жакет.

## Класифікація
Піджаки поділяються за такими факторами, як:
- тканина, з якої пошитий піджак, включаючи колір та вагу тканини
- стиль або крій
  - однобортний, двобортний
- кінцева обробка, рівень деталізації щодо кінцевого споживача тощо.

З вищенаведених факторів крій є визначальним. Крій піджака складається з двох елементів:
- загального силуету
- пропорцій людини, що носитиме одяг.